# 1930年のラジオ (日本)
1930年のラジオ (日本)では、1930年の日本のラジオ番組、その他ラジオ界の動向について記す。

## 主なその他ラジオ関連の出来事
- 4月15日 -  日本放送協会が金沢で放送開始。
- 12月6日 - 日本放送協会が福岡で放送開始。

## 主な放送番組

### 開始番組

#### 1930年3月放送開始
東京中央放送局
- 2日 - 産業ニュース[1]

#### 1930年11月放送開始
東京中央放送局
- 1日 - 放送局編集ニュース[1]